# 趙淳

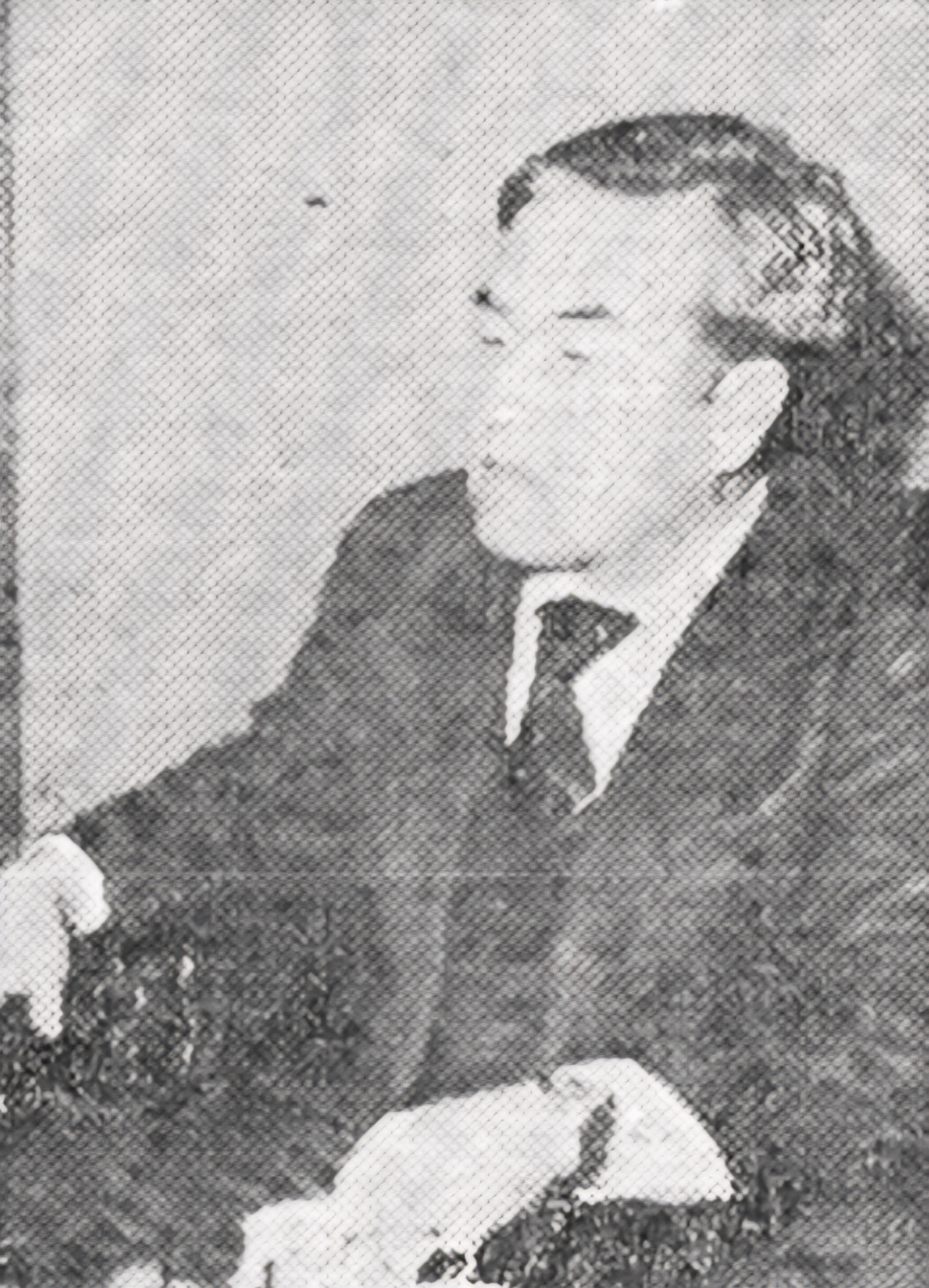
趙淳

趙淳（：／ Cho Soon，1928年2月1日—2022年6月23日）， 大韩民国经济学家、政治家。漢城首任民選市长（任期為1995－1997年）， 第一任大国家党总裁。

## 生平
趙淳出生於日治江原道江陵市 。本貫丰壤。专业领域為货币金融理論及金融发展理论。参加韩国学术机构。擔任军事学院 讲师之后到美国学习，之后返回到首尔大学商科擔任副教授在经济学领域表現活跃。韓國民主化後，先後擔任了總統盧泰愚政府经济副总理兼经济企划院长官、金泳三政府的韩国银行总裁。
1995年6月，34年以來漢城首次舉行市长选举对民主党竞选获胜的发挥，他踏入政治界。之后，在1997年9月他成為民主黨提名的總統候選人，但因為金大中於1995年復出政壇成立新政黨新政治國民會議，並成為總統候選人，趙淳頓感勢單力薄，開始向新韓国党寻求合作，兩黨在1997年11月21日合併，趙淳就任 大国家党 的第一任总裁。2000年3月，趙淳等部分議員成立民主國民黨並擔任代表（黨首），且獲得最大在野黨大國家黨的共同推薦參與國會選舉但選舉結果遭域慘敗，趙淳為承担责任辭去代表的職務，並宣布政治引退。

## 简历

### 學歷
- 京畿中學校（今京畿高等學校）畢業
- 1949年： 首尔大学 商科专門部毕业
- 在1960年： 美国 加利福尼亞大學柏克萊分校经济学碩士
- 1967年大约：美国 加利福尼亚大学伯克利分校经济学博士

### 职业生涯
- 1949－1950年：江陵农业学校的教师
- 1951年：陆军 步兵9師團 通譯將校
- 1951－1952年：军事学院 首席顧問官间用于通譯將校
- 1952－1957年：陸軍士官学校教授部 専任講師
- 1964年：美国 加利福尼亚大学伯克利分校 副讲师
- 1965年：美国 新罕布什尔大学  助理教授
- 1967－1970年：首尔国立大学商科大学教授
- 1968－1973年：首尔国立大学经濟研究所，主任
- 1970－1988年：首尔国立大学经濟学系教授
- 1975年：首尔国立大学社会科学大学
- 1976年：经济规划委员会 外資導入审议委员会
- 1978年: 第韩国際経濟学会主席
- 1981年－1985年：大韩民国的学术研究院成员
- 1982年
  - 经济企劃政策咨询委员
  - 汉城大学社会科学研究所所長
- 1984年：经济和市场研究
- 1987年：大韩民国學術院會員（现任）
- 1987－1988年：美国国际经济研究所 （IIE）研究员
- 1988年－1990年：第17任经济副总理兼经济企划院长官
- 1991年－1993年：国家科学技術諮問会議咨询委员会
- 1991年：国家统一顧問
- 1991年：韩国社会保险研究所理事長
- 1992－1993年：韩国银行 第18任总裁
- 1992年：韩国银行的金融货币指导委员会 委員
- 1993－1995年：韩国银行常任顾问
- 1994年：国际管理发展研究所 主席（现任）
- 1995年
  - 6月：在 第1次全国性的同时地方选举中，參選首尔市长当选（民主黨）
  - 首尔第一民選市长（－1997年9月）
- 1997年
  - 8月12日: 1997年大韓民國總統選舉 ， 表態爭取民主党 提名參選總統
  - 8月28日：民主党的全黨大會在第4代總裁当选
  - 9月8日：首尔市长辭職。
  - 9月11日：民主党总统候选人被选出
  - 11月21日：新韓国党和民主党合併为大国家党成立。赵军是一个候选人下降，国民民主黨，第一个总督委任的
- 1998年
  - 4月10日：黨大会重新任命為總裁
  - 7月21日：国会議員補选胜選（江原道江陵市乙）.
  - 8月4日：总裁辞职（继任者 李会昌）
- 2000年
  - 2月23日：脫離大國家黨。
  - 2月28日：大國家黨承認脫黨議員成立的民主國民党獲得禮讓，並頒給趙淳荣誉主席之銜。赵军被新政黨任命为代表。
  - 3月8日：趙淳成立民主國民党並召開最高委員結成大會。
- 2001年：韩国发展研究所 名誉主席（现任）
- 2002年
  - 2月: 明知大學 社会科学大学经济学碩座教授（现任）
  - 11月：民族文化促进协会 主席（现任）